# Nam tinh
Nam tinh, tên khoa học Arisaema, là một chi thực vật có hoa trong họ Ráy Chi này có khoảng 150 loài, có nguồn gốc từ Châu Phi, Trung Đông, Châu Á và Đông Bắc Mỹ.

## Hình ảnh

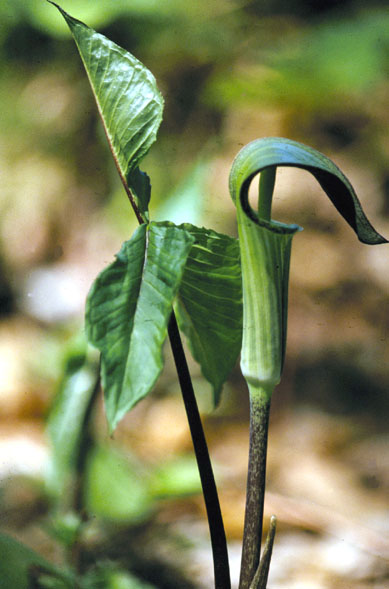
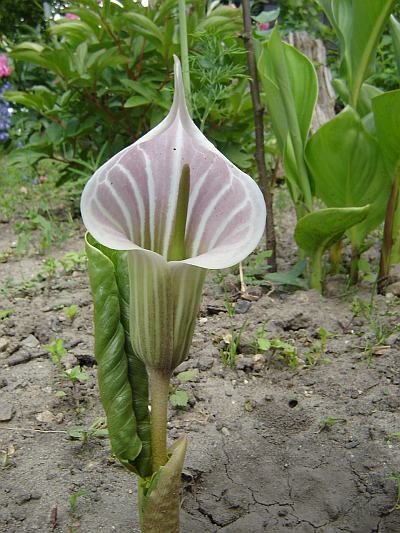
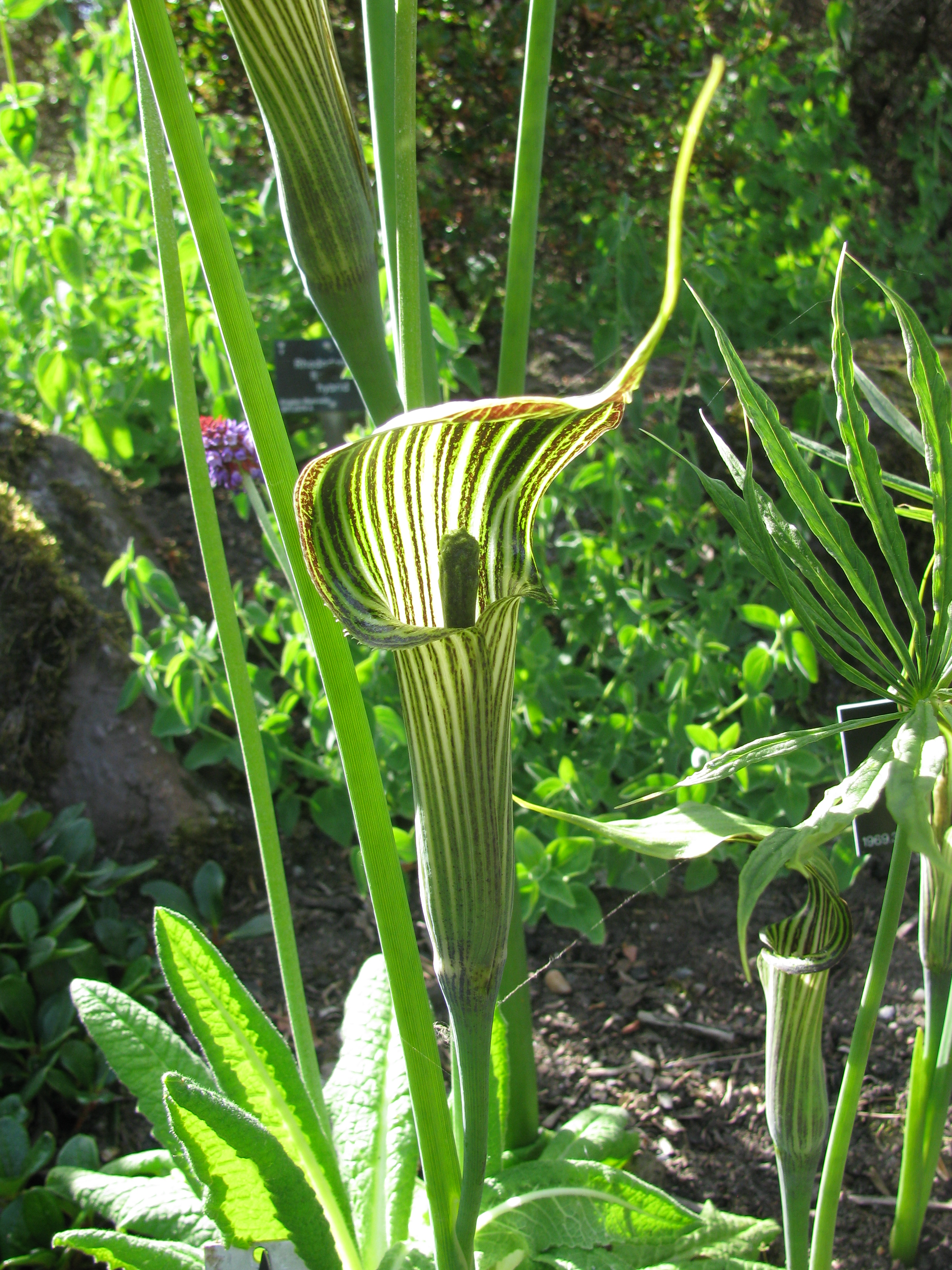
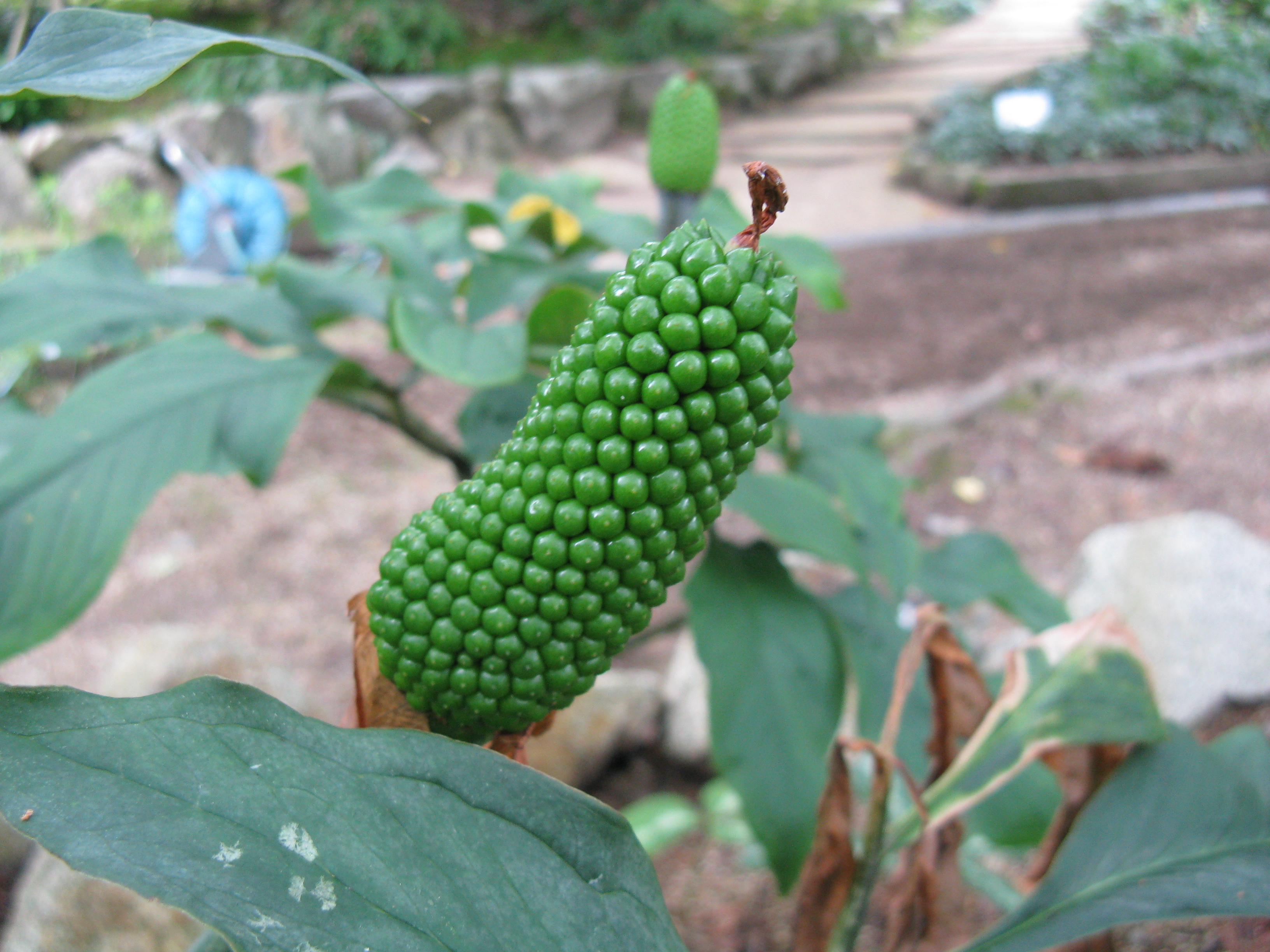

## Loài
Một vài loài trong chi này như:
| - Arisaema amurense - Arisaema anomalum - Arisaema asperatum - Arisaema uriculatum - Arisaema balansae - Arisaema bottae - Arisaema candidissimum - Arisaema ciliatum - Arisaema concinnum - Arisaema consanguineum - Arisaema cordatum - Arisaema costatum - Arisaema dahiense - Arisaema dilatatum - Arisaema drancontium - Arisaema elephas - Arisaema engleri - Arisaema erubescens - Arisaema filiforme - Arisaema fimbriatum - Arisaema flavum - Arisaema franchetianum - Arisaema galeatum - Arisaema griffithii - Arisaema heterophyllum - Arisaema honbaense - Arisaema jacquemontii - Arisaema kerrii - Arisaema kiushian - Arisaema laminatum - Arisaema leschenaultii - Arisaema lidaense - Arisaema limbatum - Arisaema lobatum - Arisaema lihenganum | - Arisaema maxwellii - Arisaema mayebarae - Arisaema nepenthoides - Arisaema omkoiense - Arisaema ostiolatum - Arisaema pencillatum - Arisaema petelotii - Arisaema prazeri - Arisaema putii - Arisaema propinquum - Arisaema ringens - Arisaema rhizomatum - Arisaema ringens - Arisaema robustum - Arisaema roxburghii - Arisaema sahyadricum - Arisaema saxatile - Arisaema sazensoo - Arisaema scortechinii - Arisaema serratum - Arisaema sikokianum - Arisaema speciosum - Arisaema sukotaiense - Arisaema ternatipartitum - Arisaema thunbergii - Arisaema tortuosum - Arisaema triphyllum - Arisaema umbrinum - Arisaema utile - Arisaema victoriae - Arisaema wardii - Arisaema watii - Arisaema yamatense - Arisaema yunnanense |